# Kavitätenklassen
Die Kavitätenklasse ist ein Begriff aus der Zahnmedizin.
Zur Behandlung eines kariösen Zahnes wird das kariöse Material mechanisch entfernt (Präparation). Es entsteht ein Hohlraum (Kavität) im Zahn, der anschließend gefüllt werden muss.
Die Art des Hohlraumes wird nach den vom Defekt erfassten Flächen des Zahnes weltweit einheitlich mit den römischen Zahlen I bis V gekennzeichnet.

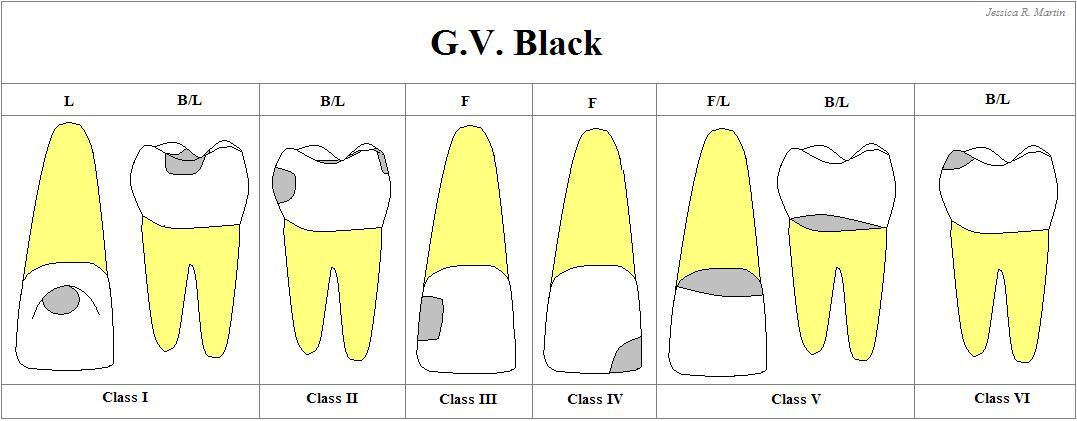
Kavitätenklassen nach Black

Der Hohlraum umfasst bei Kavitätenklasse...
I       Grübchen und Fissuren in der Kaufläche (Seitenzähne okklusal)
II      Berührungsflächen der Backenzähne (Seitenzähne approximal und gegebenenfalls okklusal)
III     Berührungsflächen von Schneide- und Eckzähnen, Schneidekante nicht beteiligt
IV      wie III, jedoch Schneidekante beteiligt;
V       Zahnhalsfläche
VI      Defekte an den Milchzähnen
(Siehe Aufbau des Zahns)
Diese Einteilung wurde bereits 1889 von dem amerikanischen Zahnarzt Greene Vardiman Black vorgeschlagen.
Anhand der Kavitätenklasse ist für den Zahnarzt eine grobe Entscheidung über die geeignetsten Verfahren zur Präparation und Füllung des Zahnes möglich.
Es wurden mehrfach andere Klassifikationen vorgeschlagen, um der seit 1908 erfolgten Weiterentwicklung der Zahnmedizin Rechnung zu tragen.